# Jarmark Łobeski

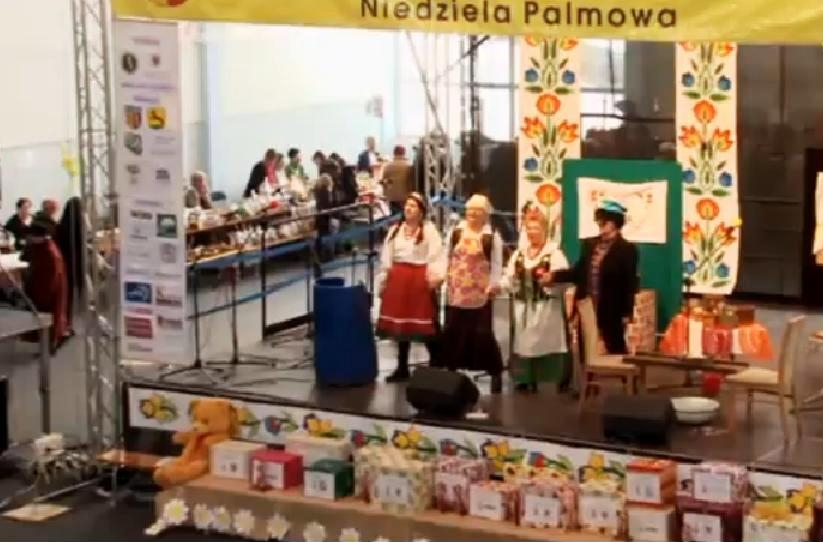
Łobeska Baba Wielkanocna 2013

Jarmark Łobeski – znany od poł. XVIII w. na Pomorzu dwudniowy jarmark, który odbywał się w miejscowości Łobez i swą sławę i znaczenie zawdzięczał temu, że odbywał się nie jak inne jarmarki w tym czasie raz w roku (niem. Jahrmarkt – targ doroczny), ale aż 5 razy w roku (podobny zwyczaj przyjął Szczecin dopiero w roku 1788), gdzie w pierwszy dzień jarmarku handlowano bydłem, a w drugi dzień innymi towarami.
Terminy Jarmarku Łobeskiego: czwartek przed czwartą niedzielą Wielkiego Postu, w czwartek po św. Świętej Trójcy, 11 dni po Zielonych Świątkach, w czwartek przed św. Jakubem (25 lipca), w czwartek przed św. Michałem (29 września), w czwartek przed pierwszą niedzielą Adwentu (koniec listopada). Z ekonomicznego punktu widzenia Jarmark Łobeski był bardzo ważny dla miasta bo napędzał miejscowy handel, usługi i otwierał dla miejscowych hodowców bydła i rzemieślników okno na świat. Pozwalał uzyskiwać większe wpływy z podatków i opłat, gdzie w roku 1762 z akcyz i podatków wpłynęło do kasy miasta 1317 talarów z czego do wyższej kasy podatkowej odprowadzono 964 talary. W roku 1762 przy warsztatach tkackich pracuje 34 tkaczy, a w roku 1775 już jest 49 łobeskich tkaczy. W tym samym roku w mieście trzymano: 113 koni, 17 wołów, 268 krów, 185 szt. bydła młodego, 213 owiec i 400 szt. trzody chlewnej.
Obecnie w Łobzie, po części korzystając z tradycji Jarmarku Łobeskiego organizowana jest jednodniowa, powiatowa impreza kulturalno-handlowa o nazwie Łobeska Baba Wielkanocna, gdzie można np. kupić i spróbować wielkanocne wyroby kulinarne (np. kół gospodyń wiejskich) biorące udział w konkursach, kupić i obejrzeć wyroby okolicznych rzemieślników, obejrzeć korowody, występy okolicznych zespołów ludowych i jest tam wiele innych atrakcji.